# Попис становништва у СФРЈ 1991: Центар (Сарајево)
По последњем службеном попису становништва из 1991. године, општина Центар (једна од градских општина Града Сарајева) је имала 79.286 становника, распоређених у 6 насељених места.

## Национални састав
| Становништво општине Центар |                 |                 |                 |
| година пописа               | 1991.           | 1981.           | 1971.           |
| Муслимани                   | 39.761 (50,14%) | 31.755 (43,64%) | 74.354 (58,73%) |
| Срби                        | 16.631 (20,97%) | 14.358 (19,73%) | 27.658 (21,84%) |
| Хрвати                      | 5.428 (6,84%)   | 6.624 (9,10%)   | 12.903 (10,19%) |
| Југословени                 | 13.030 (16,43%) | 16.246 (22,32%) | 5.944 (4,69%)   |
| остали и непознато          | 4.436 (5,59%)   | 3.779 (5,19%)   | 5.739 (4,53%)   |
| укупно                      | 79.286          | 72.762          | 126.598         |

На попису становништва из 1971. године, општина Центар је била јединствена са општином Стари Град.

## Национални састав по насељеним местима,1991.

### апсолутна етничка већина
| Национални састав становништва општине Центар, по насељеним местима, према попису из 1991. |        |           |        |        |             |        |
| насељено место                                                                             | укупно | Муслимани | Срби   | Хрвати | Југословени | остали |
| Мрковићи                                                                                   | 232    | 0         | 229    | 0      | 1           | 2      |
| Нахорево                                                                                   | 697    | 410       | 282    | 2      | 2           | 1      |
| Пољине                                                                                     | 161    | 10        | 141    | 3      | 2           | 5      |
| Радава                                                                                     | 1.420  | 481       | 782    | 8      | 67          | 82     |
| Сарајево (део нас. места)                                                                  | 76.771 | 38.860    | 15.192 | 5.415  | 12.958      | 4.346  |
| Вића                                                                                       | 5      | 0         | 5      | 0      | 0           | 0      |
| укупно                                                                                     | 79.286 | 39.761    | 16.631 | 5.428  | 13.030      | 4.436  |